# Outeiro (Abegondo)
Outeiro (llamada oficialmente O Outeiro) es una aldea española situada en la parroquia de Figueroa, del municipio de Abegondo, en la provincia de La Coruña, Galicia.

## Toponimia
El origen del topónimo es el latín altarium, que es una parte alta o elevación del terreno.

## Demografía
| Gráfica de evolución demográfica de Outeiro entre 1999 y 2018 |
|                                                               |
| Datos según el nomenclátor publicado por el INE.              |